# Signal
Signál je funkcija, ki prenaša informacije o stanju in obnašanju fizikalnih sistemov. Matematično tako funkcijo predstavimo kot zvezo neodvisnih spremenljivk, stvarno pa signali pomenijo niz časovnih sprememb neke veličine ali pa sprememb stanj (položaja) v prostoru.
Signale opazujemo in spremljamo v času. Matematično si jih lahko ponazorimo kot zvezne ali diskretne. Diskretni so določeni le v zaporednih, ločenih časovnih trenutkih, neodvisne spremenljivke, zato jih obravnavamo kot zaporedje števil. Obdelava signalov temelji na postopkih in napravah, ki so skladni z naravo signalov. Zvezne signale »razumejo« analogne naprave, diskretne, ki so nizi števil, pa digitalne naprave. Med analognimi in digitalnimi signali in sistemi obstaja tesna, eno veljavna zveza, ki nam omogoča, da probleme in njihove rešitve pretvarjamo med obema vrstama sistemov.